# Josip Granić
Josip Granić (Banja Luka, 10. srpnja 1941.) bosanskohercegovački je slikar.

## Životopis
Realnu gimnaziju završio je u Banjoj Luci 1960. godine. Četiri godine kasnije diplomirao je na beogradskom Pravnom fakultetu. Studirao je slikarstvo na  Akademiji likovnih umjetnosti u Zagrebu. Voditelj je umjetničkog programa od 1969., a od 1979. do 1987. vodi likovne škole u Domu kulture Banja Luka. Od 1974. do 1987. imao je vlastitu galeriju u rodnom gradu. Godine 1969. potaknuo je osnivanje Društva likovnih umjetnika Banje Luke. Bio je predsjednik tog društva od 1980. do 1982. Od 1987. djeluje kao slobodni umjetnik te živi od 1995. u Poreču. Slika u tehnici pastela. Tematske poticaje pronalazi u narodnim rukotvorinama Bosanske krajine, kao i u pejzažu Mediterana i Bosne i Hercegovine. 

## Djela
- Motivi iz Bosne
- Predjeli svjetla i tame (1969. – 1981)
- Predjeli i vinogradi Iža (1981. – 1994)
- Mediteranski i planinski predjeli
- Izbjeglištvo Poreč
- Trs u stijeni
- Pejzaži 1996. – 1998.
- Istarski pejzaži 1
- Istarski pejzaži 2
- Porečke vedute
- Trs u jesen
- Voda, kopno, atmosfera
- Kartona za tapiseriju Banja Luka kroz stoljeća (1975.)

## Izložbe
Granić je samostalno izlagao u Sinju (1966.), Banjoj Luci (1968., 1980., 1983. – 1986., 1988., 1990.), Bihaću (1971.), Sarajevu (1972., 1986.), Zenici (1974.), Kotor Varošu (1979.), Skoplju (1979.), Rijeci (1981.), Ljubljani (1986.), Zrenjaninu (1987.), Laktašima (1989.), Poreču (1995., 1997.), Rovinju (1996.), Benkovcu (1997.). Sudjelovao je na mnogim skupnim izložbama poput Jesenji salon u Banjoj Luci (1964. – 1983.; 1972. 1, nagrada), izložbe ULUBiH-a (od 1966.), Sarajevski salon (1971. – 1974., 1976. – 1977., 1983.), Umjetnost Bosne i Hercegovine 1945. – 1974. (Sarajevo 1974.). Postavio je niz izložba u banjolučkome Domu kulture za koje je napisao predgovore u katalozima.